# 2,2-Bis(brommethyl)propan-1,3-diol
2,2-Bis(brommethyl)propan-1,3-diol ist eine chemische Verbindung aus der Gruppe der Alkandiole und der Bromalkane.

## Gewinnung und Darstellung
2,2-Bis(brommethyl)propan-1,3-diol wird im Allgemeinen durch Reaktion von Pentaerythrit mit Bromwasserstoff in Gegenwart eines Katalysators und eines Reaktionslösungsmittels, wie zum Beispiel Toluol, hergestellt. Je nach Herstellungsbedingungen entstehen dabei auch mehr oder weniger der Monobrom- und Tribromderivate. Es sind auch andere Synthesewege bekannt.

## Eigenschaften
2,2-Bis(brommethyl)propan-1,3-diol ist ein brennbares, schwer entzündbares, kristallines, weißliches und geruchloses Pulver, das wenig löslich in Wasser ist.

## Verwendung
2,2-Bis(brommethyl)propan-1,3-diol wird als reaktives Flammschutzmittel verwendet, das vor allem in ungesättigten Polyesterharzen für geformte Produkte und in Polyurethan-Hartschaumstoffen eingesetzt wird.

## Regulierung
Über den Safe Drinking Water and Toxic Enforcement Act of 1986 besteht in Kalifornien seit 1. Mai 1996 eine Kennzeichnungspflicht für Produkte, die 2,2-Bis(brommethyl)propan-1,3-diol enthalten.